# 奴隷制

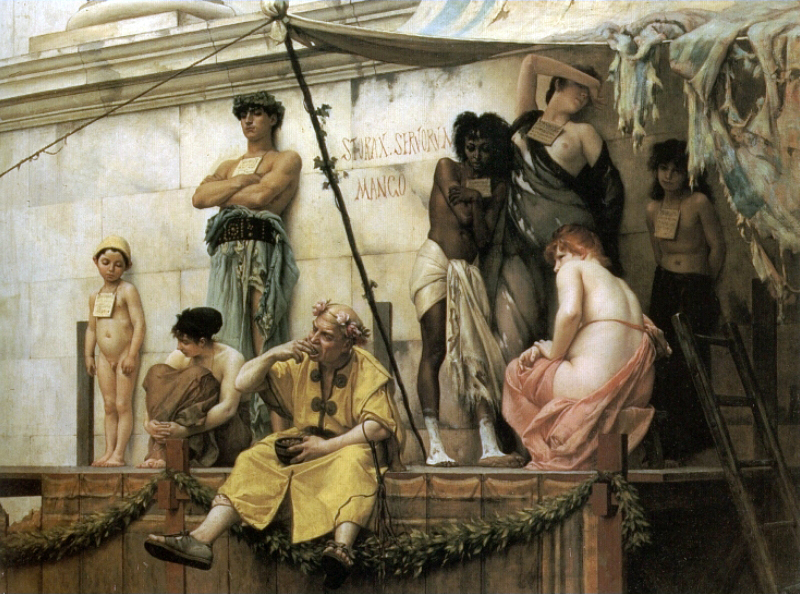
ブーランジェ 『奴隷市場』

奴隷制（どれいせい）とは、奴隷が身分ないし階級として存在する社会制度。

## 制度

### 供給
奴隷制は、有史以来あまねく存在したが、時代的・地域的にその現われ方は複雑かつ多様であった。抽象的にいえば生産力発達が他人の剰余労働搾取を可能とした段階以降の現象であり、始原的には共同体間に発生する戦争捕虜、被征服民に対する略奪・身分格下げ、共同体内部の階層分化、成員の処罰や売却、債務不払いなどが供給源であった。この奴隷化手段は、いずれも奴隷制の終末に至るまで主要な奴隷供給手段であり続けた。このほか、海賊や盗賊、武装勢力などによって所属する社会から誘拐された人々もまた、奴隷の供給源として非常に大きな割合を占めていた。
戦争は奴隷供給源として非常に大きかった。ローマ帝国では2世紀頃になるとパクス・ロマーナによる戦争奴隷の枯渇により、奴隷制を主とする大農園であるラティフンディウムからコロヌスと呼ばれる小作人によるコロナートゥスへと農業経営が移行し、やがて農奴制へとつながっていった。17世紀から19世紀にかけてのアフリカでは在地諸勢力間において奴隷獲得目的の戦争が多発し、戦争捕虜は輸出奴隷のほぼ半数を占めたほか、奴隷獲得目的の誘拐や略奪も多発した。国家間では戦争以外にも、属国から宗主国に向けて服従のしるしとして奴隷を貢納することが広く行われ、とくに19世紀までのイスラム圏やアフリカにおいては主要な奴隷供給源の一つだった。貢納だけでなく、北アフリカでは国家間の贈答品としても奴隷のやりとりは行われた。婚資としての奴隷贈与は広く見られ、また通貨の発行・流通していないような未開社会においては奴隷そのものが貨幣として使用されることが多かったため、こうした取引の結果としての奴隷取得も多く見られた。15世紀のサハラ交易では奴隷は主に馬と交換され、奴隷8人から20人に対し馬1頭のレートで交換されていたとされる。しかし多くの場合、奴隷身分の親から生まれた子供、つまり出生奴隷が奴隷の中で最も大きな部分を占めていた。

### 貿易

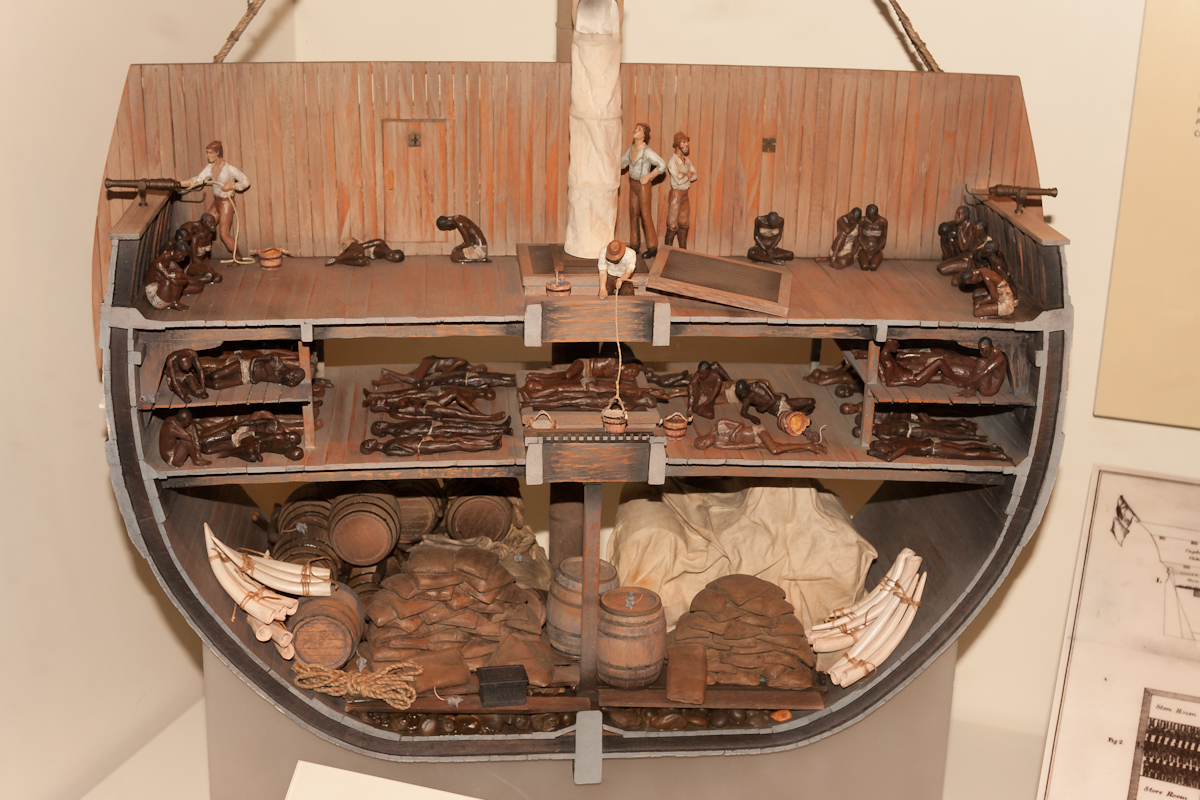
18世紀中間航路の奴隷船の断面図（国立アメリカ歴史博物館の展示）

奴隷制は自前の奴隷補給が困難であったため、古来戦争による奴隷供給と奴隷商業の発達を不可欠とした。奴隷は未開の社会においてすら主要交易品の一つであり、こうした社会では対外商業活動が奴隷輸出のほかに存在しないことすらあった。奴隷の取得において最も大きなものは対外貿易であり、歴史上世界各地でいくつもの大規模奴隷貿易システムが成立してきた。歴史上最も大規模な奴隷貿易システムは、15世紀半ばから19世紀後半まで継続した大西洋奴隷貿易である。大西洋奴隷貿易は、16世紀半ばまでは旧世界への輸出が中心であったが、それ以降は新大陸への輸出がほとんどを占めるようになった。この時期の奴隷貿易は三角貿易と呼ばれ、ヨーロッパから銃や弾薬、綿布や鉄棒、ビーズなどを積んで出航し、アフリカ沿岸で奴隷と交換し、ブラジルや西インド諸島などの新大陸で奴隷を売却し砂糖など新大陸の農産物を積んでヨーロッパへと戻るルートが主流だった。アフリカから新大陸への奴隷輸出ルートは中間航路と呼ばれ、およそ400年間に約800万人から1050万人が連れ去られ、そのうち15％から20％の奴隷が輸送途中に死亡したと考えられている。サハラ交易でも奴隷は金とならんでアフリカ側の主要輸出品であり、特に金を産出しないカネム・ボルヌ帝国やハウサ諸王国などサヘル中央部の諸国は奴隷を主力商品としていて、盛んに奴隷狩りを行った。アフリカからはこのほかに紅海経由ルートでも多くの奴隷が輸出され、また東アフリカでは内陸部から連れてこられた奴隷がザンジバルなどのインド洋沿岸諸港に集められ、インド洋交易ルートを通してアラビアやインドへと多くの奴隷が輸出された。
こうした奴隷貿易は、さまざまな影響を社会に及ぼした。特に大規模な奴隷輸出が行われた17世紀から19世紀にかけてのアフリカでは、アシャンティ王国やダホメ王国、オヨ王国に代表される奴隷輸出を経済基盤とした諸王国が繁栄し、港湾都市など一部では奴隷輸出によって新興商人層の台頭も見られたが、あまりにも大規模な奴隷輸出は労働力の大量流出と人口の停滞を招き、アフリカ全体の経済や社会そのものを停滞させた。これに対し、奴隷貿易がヨーロッパ経済に与えた影響については諸説ある。歴史学者エリック・ウィリアムズは1944年に『資本主義と奴隷制』を発表し、奴隷貿易と奴隷制による資本の蓄積が産業革命につながったとする、いわゆる「ウィリアムズ・テーゼ」を提唱したが、のちの実証研究によって奴隷貿易の利潤が資本形成に寄与した割合は少ないことが証明されている。ただし彼の立論は大きな議論を呼び、奴隷貿易史や経済史の発展に大きく寄与した。
国内での奴隷取引は歴史を通じてどの社会でも常に存在したものの極めて低調であり、ほとんどの社会において新規奴隷の供給は国外からのものによった。ただし、19世紀初頭にヨーロッパ諸国が奴隷貿易を停止すると様相が変わり、いまだ大規模な奴隷制を残置していたアメリカ南部諸州およびブラジルでは国外からの供給が停止したため国内での奴隷取引が盛んとなった。アメリカ南部では1808年の奴隷貿易廃止後、ヴァージニア州やノースカロライナ州から綿花栽培を中心とする深南部諸州へと大量の奴隷が売却されるようになった。同様に1850年に奴隷貿易の禁止されたブラジルにおいても、サトウキビ農園の多いブラジル北東部からコーヒー農園の多いブラジル南東部へ奴隷の売却が行われた。

### 民族・人種・宗教
同一民族内で奴隷を取得する社会もあったが、多くの社会において同じ共同体や同一民族のものを奴隷にすることは避けられる傾向にあった。同一民族の戦争捕虜は殺されるか売却されることが多く、奴隷にすることはかなり稀で、奴隷化を禁じている社会もあった。このため、主人と奴隷の民族は異なることが多かった。
人種が奴隷制に大きな役割を果たしたのは新大陸であり、またイスラム圏でも強い相関が存在したが、そのほかの社会でも人種は決して奴隷化と無関係ではなく、民族ほどではないにせよ相関が存在した。18世紀に入ると、ヨーロッパにおいては人種と奴隷制を結びつける言説が強化された。これは、当時ヨーロッパ文明圏に流入する奴隷のほぼ全員が黒人だったからである。ヨハン・フリードリヒ・ブルーメンバッハらによって誕生したばかりの人類学は人種の概念を体系化し、人種主義へとつながっていった。北アメリカ大陸のイギリス植民地においては、創設当初は奴隷制が確立しておらず年期契約奉公人による期限を切った労働が中心であったとされるが、やがて17世紀後半には人種と結びついた奴隷制が確立した。
イスラム教は、ムスリムの奴隷化を禁じていた。このため、イスラム教圏に供給される奴隷は教圏外のブラックアフリカや東ヨーロッパ、中央アジアからの奴隷が中心となり、12世紀以後はブラックアフリカがイスラム圏への主な奴隷の供給源となった。しかしムスリムの奴隷化禁止は必ずしも厳格に守られたわけではなく、イスラム化した黒人地域への襲撃と奴隷化は頻繁に起こっていた。すでに13世紀には、イスラム化したカネム・ボルヌ帝国からマムルーク朝に宛てて、黒人ムスリムの奴隷化を中止するよう嘆願する書簡が送られている。

### 実態

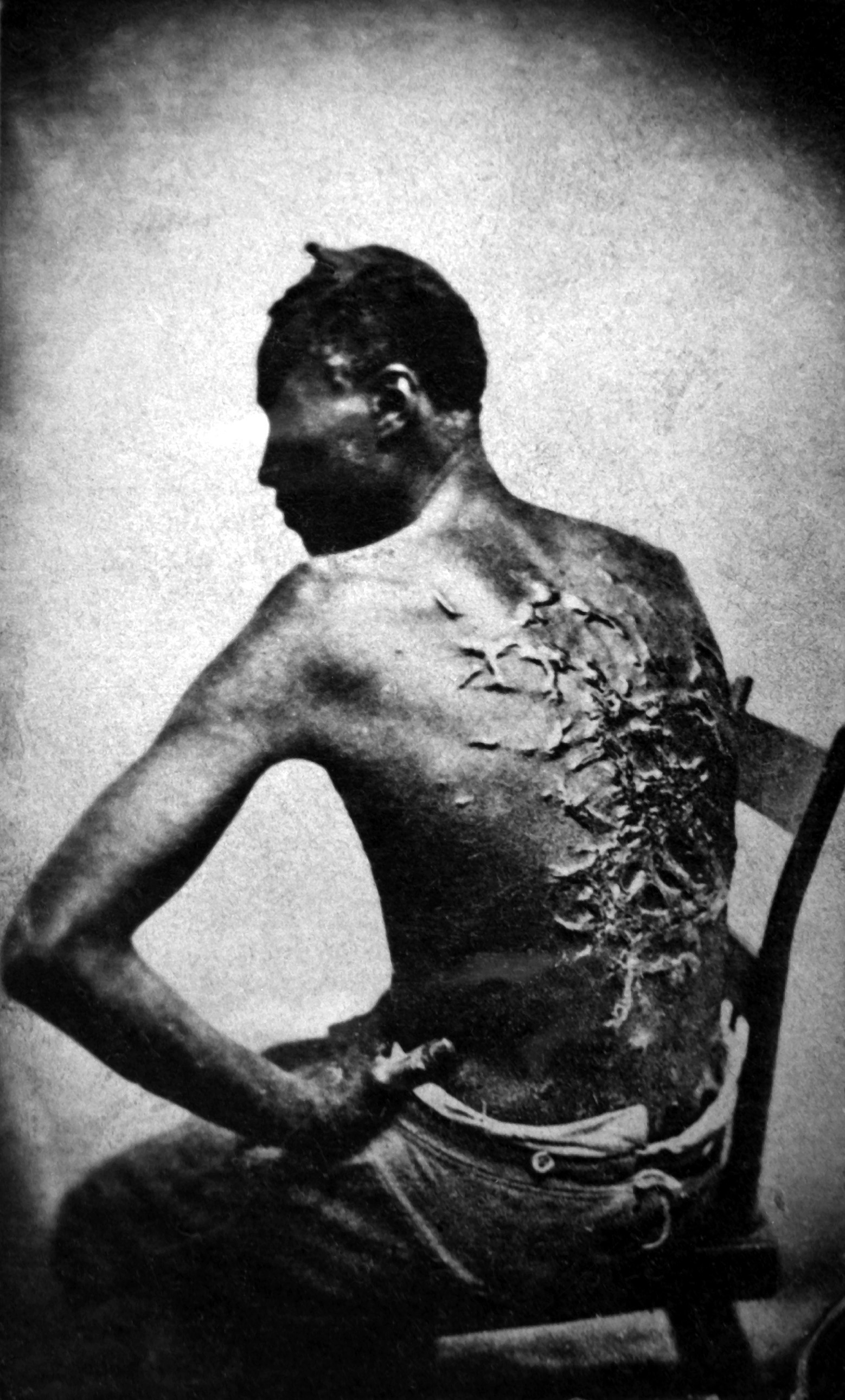
主人によって鞭打たれた奴隷（1863年）

奴隷の使途は多岐にわたり、輸出された地域においても主な使途には違いがあった。サハラ交易によってアフリカからイスラム圏へと輸出された奴隷は若い女性が大半を占め、妾や召使として使われることが多かった。また男性奴隷はナツメヤシ園などの管理や軍の兵士などに使われた。インド洋交易においては建設労働や家内奴隷、軍の兵士などが多かったが、18世紀後半にプランテーション農業が盛んになると、モーリシャスやレユニオンのサトウキビ農園や、ザンジバル島やペンバ島のクローブ農園などで大量の農業奴隷が使役されるようになった。イスラム圏のいくつかの国家では積極的に黒人奴隷兵を採用しており、とくにエジプトのトゥールーン朝やファーティマ朝、モロッコのアラウィー朝は大規模な黒人奴隷軍の編成で知られる。ファーティマ朝を打倒したアイユーブ朝は黒人奴隷兵をほとんど使用しなかったが、変わってマムルークと呼ばれる白人奴隷兵が多く使役されるようになり、やがて1250年にマムルークたちはアイユーブ朝を打倒してマムルーク朝を建国した。これに対し、大西洋交易で輸出された奴隷のほとんどはプランテーションにて農業奴隷として使用された。カリブ海諸島やブラジルでは主にサトウキビ農園で奴隷が使用され、北アメリカ植民地では当初はタバコ農園、19世紀の深南部では綿花農園で奴隷が大量に使役された。
特殊な技術を持つ奴隷は価値が高く、多くの社会において技術のない奴隷よりは高い待遇を受けることができた。奴隷は所有者の財産であり、本質的には個人的な財産所有を認められていなかったものの、奴隷の存在するすべての社会において主人の許可の元で財産を所有することは認められていた。ただし「主人の許可の元で」の財産所有であるため、本来の所有権は主人に所属しており、当該奴隷が死去すればその財産は再び主人の下へと戻り、家族への相続権はすべての社会において認められていなかった。ほとんどの社会において、奴隷は結婚し家族を持つことができた。19世紀のアメリカ南部では奴隷の結婚が奨励され、自ら望む相手と結婚することが多かったが、一方で奴隷売買も盛んに行われており、家族が別々に売却されてバラバラになることも多かった。

### 解放と逃亡
奴隷が解放されることはほとんどの社会で存在し、解放された奴隷は解放奴隷として独特な地位を占めることが多かった。解放奴隷は多くの場合自由民からは一段低い立場と見なされた。またすべての社会において、解放奴隷は元の主人の保護下に置かれた。奴隷の解放については社会や時代によって態度に幅があり、古代ローマなどは積極的に奴隷解放を行っていたことが知られる一方、19世紀のアメリカ南部では奴隷貿易の禁止によって奴隷の資産価値が上がるにつれ解放は減少し、ほとんどが国内において売却されるようになった。
逃亡はどの社会でも禁止されていたが、実際に逃亡奴隷は多く、なかでも16世紀以降の新大陸においてはマルーンと呼ばれる逃亡奴隷が大量に発生し、しばしば山岳地帯や辺境に共同体を築き上げ、またその地域のアメリカ先住民と通婚して同化し、白人と戦闘を行った。山岳に立てこもってイギリス軍と長期にわたる戦闘を繰り広げたジャマイカのマルーンや、内陸に一大勢力を築いたブラジルのキロンボなどが知られている。アメリカ合衆国において19世紀半ばに奴隷制廃止運動が盛んになると、南部の奴隷州から北部の自由州へと奴隷の逃亡を手助けする地下鉄道と呼ばれる秘密結社が結成され、多くの奴隷がこのルートで逃亡していった。ただし1793年の逃亡奴隷法では逃亡奴隷を元の所有者へと戻すべきことが規定されており、1850年にはこの法が強化されて自由州各地で衝突が起こるようになった。
また奴隷が反乱を起こすことも歴史を通じてみられ、共和政ローマにおける3度の奴隷戦争、なかでも第三次奴隷戦争（スパルタクスの反乱）や、9世紀のアッバース朝統治下メソポタミアで起きたザンジュの乱などのように、一国を揺るがすような大反乱へとつながることもあった。なかでも1791年にフランス領サン＝ドマングで勃発した奴隷反乱は、トゥーサン・ルーヴェルチュールやジャン＝ジャック・デサリーヌらの指導の下でハイチ革命となり、フランス軍を追放して1804年にはハイチとして独立した。
1833年にイギリスが奴隷制を廃止すると、イギリス海軍はアフリカ沿岸において奴隷貿易船の取り締まりを開始し、船上に乗っていた奴隷達の解放を開始した。当初は自国船籍の船舶に限られていたものの、1848年以降は他国の奴隷船も停止させ、奴隷解放を行うようになった。こうした船上解放奴隷はフリータウンやモンロビアといった近隣の解放奴隷入植地において解放され、多くのものはここで定着した。
18世紀末には奴隷解放の動きが強まるなかで、黒人解放奴隷をアフリカの入植地に植民させる国家が現れた。1787年にはグランビル・シャープの支援の元、イギリスの解放奴隷がシエラレオネ半島へと入植し、数度の失敗ののちフリータウン市を中心とした植民地の建設に成功し、イギリス海軍の奴隷貿易取り締まりによって解放された黒人がここに流入することによって拡大していった。ついで1821年にはアメリカ植民地協会が西アフリカに土地を獲得して解放奴隷の入植を始めモンロビア市を建設、1847年にはこの植民地が独立してリベリアが建国された。さらに1849年にはフランスが解放奴隷の入植地としてリーブルヴィル市を建設した。
またこれによって解放奴隷間の混血が進み、シエラレオネではクリオ、リベリアではアメリコ・ライベリアンと呼ばれる新たな民族が誕生した。こうした解放奴隷たちはヨーロッパ式の高い教育を受けたものが多く、現地の支配階層を形成するようになった。

## 歴史

### 近代まで
古くから一般に家長権のもとに家族の構成部分として家内労働に使役されたが（家父長制奴隷）、古代ギリシア、古代ローマ、カルタゴや近世のアメリカ大陸などでは、プランテーション、鉱山業などの生産労働に私的、公的に大規模に使役された（労働奴隷）。古代ギリシアでは当初は債務奴隷が主に使役されていたが、やがて奴隷貿易などによる供給が主流となり、主に工業用途に使用された。古代ローマでは主に戦争捕虜として大量の奴隷が流入し、鉱山やラティフンディウムと呼ばれる大農園、ワインやオリーブ油などの生産など、広範な分野において使役された。
歴史上、とくに大規模な奴隷制として、15世紀から19世紀半ばまで大西洋地域に成立した近代奴隷制が挙げられる。このシステムは15世紀、ポルトガルがマデイラ諸島で、スペインがカナリア諸島で推し進めたサトウキビ農園に直接の起源を持つ。これらの島々に作られたプランテーションにおいては奴隷が労働力として多数使用され、供給はギニア湾岸の黒人諸地域からなされていた。クリストファー・コロンブスの新大陸発見と同時に現地住民の奴隷化も進められたものの、疫病や圧政による急激な先住民人口の減少によって半世紀もしないうちに歯止めがかかり、代わってアフリカ大陸からの奴隷供給が主流となった。新大陸では北アメリカからカリブ海諸島、ブラジルに至るまで、イギリス、フランス、スペイン、オランダ、ポルトガルによって多数のプランテーションが建設されたが、ここでの労働力はほとんどがアフリカから奴隷船によって供給された黒人奴隷によってまかなわれた。この奴隷流入によって多数の黒人がこの地域に移住することになり、とくに先住民人口がほぼ消滅していたカリブ海諸島においては多くの地域で黒人が多数派となった。

### 奴隷廃止
18世紀後半に入ると、ヨーロッパやアメリカでは啓蒙思想の広がりのなかで奴隷制への批判の動きが出てきた。ただし奴隷制度と奴隷貿易は社会に大きな部分を占めており、廃止には社会構造の大きな転換を伴うことから、啓蒙思想家の多くは奴隷制に批判的だったものの廃止を求めるものはほとんどいなかった。奴隷制廃止の動きは18世紀半ば以降イギリスで始まった。1772年のサマーセット事件では逃亡奴隷であるジェームズ・サマーセットの自由を保障する判決が下され、奴隷制廃止運動の大きな転換点となったが、この判決が奴隷制の廃止に直接貢献したわけではなかった。ただしこれによって廃止運動は勢いづいた。1789年には解放奴隷のオラウダ・イクイアーノによって奴隷体験記であるアフリカ人、イクイアーノの生涯の興味深い物語が出版されている。
奴隷制度廃止運動は、メソジスト派やクエーカー教徒といったプロテスタントの小宗派からはじまり、アメリカ北部のいくつかの植民地では18世紀末には奴隷制の廃止される地域が出現し始めた。ついでフランス革命によってフランスでも1794年に奴隷制が廃止されたものの、ナポレオンは1803年に奴隷制を復活させ、完全な廃止は二月革命後の1848年を待たねばならなかった。イギリスでは人道主義者や福音主義者、そして砂糖の関税引き下げと自由貿易を求める産業資本家によって支持された奴隷貿易廃止運動が活発化し、1807年にイギリス国会で奴隷貿易禁止法が成立したことで、奴隷貿易は終結へと動き始めた。最大の海運国であるイギリスの奴隷貿易廃止は他国の奴隷貿易にも甚大な影響を与え、さらにイギリスが他国にも奴隷貿易の廃止を迫ったことで、19世紀前半には奴隷貿易は衰退の一途をたどった。フランスも1848年に奴隷制および奴隷貿易の禁止に踏み切り、ポルトガルやスペインなど残る諸国も1860年頃には奴隷貿易を停止した。これにより外国からの奴隷の供給が停止し、奴隷制諸国は国内での奴隷調達を余儀なくされるようになった。イギリスの奴隷貿易禁止は輸入国側だけでなく輸出するアフリカ諸国にも強制され、1830年代から40年代にかけて沿岸部諸国とイギリスの間に奴隷貿易禁止協定が相次いで締結されて、ラゴスのように抵抗する国には軍事侵攻も行われた。ただしこの時点ではヨーロッパ諸国との奴隷貿易が禁止されただけだったため、それまで奴隷輸出を主としていた西アフリカにおいては供給過剰による奴隷価格の低落が起こり、ギニア湾岸地域では奴隷の農業での使用とそれによるアブラヤシ生産及びパームオイルの輸出増大がもたらされた。セネガルでもこの時期、奴隷の利用によるアラビアゴムやラッカセイの生産が増大している。同様の状況は東アフリカでも発生し、オマーン領だったザンジバルはクローブ農園の拡大とクローブ交易の隆盛によってこの時期にさらなる繁栄を迎えている。
この動きはやがて加速し、1833年にはイギリスが奴隷制を廃止するなど、奴隷制そのものの廃止へと進んでいった。アメリカ合衆国南部においては奴隷制プランテーション農園主の政治的発言力が大きく、奴隷制がむしろ強化される傾向にあったのに対し、北部諸州では奴隷制がすでに廃止されており、やがて合衆国が西部へと版図を広げ加盟州が拡大していくのに伴い、奴隷制は南北の対立の焦点となっていった。この対立は数度の妥協を挟んで先鋭化していき、1860年に奴隷制度反対派の共和党・エイブラハム・リンカーン大統領の当選によって破局を迎え、1861年に南北戦争が勃発することとなった。この戦争の中で1863年にリンカーンが奴隷解放宣言を行い、南部の降伏とともにアメリカでも奴隷制が廃止された。ブラジルでは奴隷制廃止が遅れたものの、1888年に奴隷制は廃止されることとなった。

### 奴隷制廃止後
奴隷制の廃止は、解放された元奴隷達の地位向上を必ずしも意味しなかった。アメリカ南部では急進派共和党の主導権の元でリコンストラクションと呼ばれる南部統治が行われ、奴隷の即時解放や黒人参政権の承認が行われたものの、クー・クラックス・クランらの武装勢力による黒人襲撃が多発し、民主党の復権とともに黒人の権利は狭められていった。そして1877年には南部からのアメリカ軍の完全撤退によって共和党州政府は全て崩壊し、以後黒人は経済的にも政治的にも長く抑圧されつづけることとなった。ブラジルでは1888年に奴隷の無償即時解放が行われたが、これはブラジルを支配する大農園主層の激しい不満を招き、翌1889年にデオドロ・ダ・フォンセカのクーデターによってブラジル帝国は崩壊、皇帝ペドロ2世は亡命して、共和制のブラジル合衆国が成立した。
奴隷制の廃止された地域では、不足する労働力の代替としてさまざまな制度が考案され実施された。イギリス領植民地においては主にサトウキビプランテーションを基盤とする地域において、諸費用の前貸しと引き換えに3年から5年間の労働を雇用者の元で行う年季奉公契約労働者の大量導入が行われた。アメリカ南部ではシェアクロッピング制度と呼ばれる分益小作制度が導入され、解放奴隷の多くは地主の元で小作人化したものの、地主の横暴や搾取、黒人の貧困はほとんど変わらなかった。ブラジルにおいては解放以前から主な奴隷使用者であるコーヒー農園において賃金による自由労働化が進展しており、解放の進んでいなかったリオデジャネイロ州においてはコーヒー生産の減退を招く一方、従来から自由労働化が進んでいたサンパウロ州ではさらにコーヒー生産が発展することとなった。

## 現代の奴隷制
21世紀において、法的に奴隷制を認めている国は1ヶ国も存在しない。1948年に採択された世界人権宣言では、第4条において奴隷制度並びに奴隷売買を明確に禁じている。1930年には強制労働条約で強制労働が禁止されるようになり、1957年の強制労働の廃止に関する条約において禁止はさらに強化された。
一方で、人身売買などによって自由を制限され、劣悪な環境と拘束のもとにある人々はいまだに多く、そうした状態は総称して現代奴隷制と呼ばれる。国際労働機関の定義では、現代奴隷制は強制労働と強制結婚の2つによって構成され、2021年時点で強制労働を強いられている人々が2800万人、強制結婚をさせられた人々が2200万人、合計でおよそ5000万人が奴隷的な拘束状態におかれていると推定されており、この数値は2016年に比べ5年間でおよそ1000万人の増加を示している。

## 関連資料
脚注に未使用のもの。発行年順。
- Engels, F (1884) (ドイツ語). Der Ursprung der Familie, des Pricateigentums und des Staats : im Anschluss an Lewis H. Morgan's Forschungen. Schweizerische Genossenschaftsbuchdruckerei. NCID BA23663328 仮題「家族、私有財産、国家の起源：ルイス・H・モーガンの研究に基づく」